# 400 mètres masculin aux Jeux olympiques d'été de 2016 (athlétisme)
Pour un article plus général, voir Athlétisme aux Jeux olympiques d'été de 2016.
Navigation
Londres 2012 Tokyo 2020
L'épreuve du 400 mètres masculin aux Jeux olympiques de 2016 se déroule du 12 au 14 août 2016 au Stade olympique de Rio de Janeiro, au Brésil. Elle est remportée par le Sud-Africain Wayde van Niekerk qui établit un nouveau record du monde en 43 s 03.

## Résultats

### Finale
| Rang                                | Couloir | Athlète              | Pays              | Réac. | Temps | Notes |
| ----------------------------------- | ------- | -------------------- | ----------------- | ----- | ----- | ----- |
| Médaille d'or, Jeux olympiques      | 8       | Wayde van Niekerk    | Afrique du Sud    |       | 43.03 | WR    |
| Médaille d'argent, Jeux olympiques  | 6       | Kirani James         | Grenade           |       | 43.76 |       |
| Médaille de bronze, Jeux olympiques | 5       | LaShawn Merritt      | États-Unis        |       | 43.85 | SB    |
| 4                                   | 3       | Machel Cedenio       | Trinité-et-Tobago |       | 44.01 | NR    |
| 5                                   | 1       | Karabo Sibanda       | Botswana          |       | 44.25 | PB    |
| 6                                   | 2       | Ali Khamis           | Bahreïn           |       | 44.36 | NR    |
| 7                                   | 4       | Bralon Taplin        | Grenade           |       | 44.45 |       |
| 8                                   | 7       | Matthew Hudson-Smith | Grande-Bretagne   |       | 44.61 |       |

### Demi-finales

#### Demi-finale 1
| Rang | Couloir | Athlète             | Pays                   | Réac. | Temps | Notes | Qual. |
| ---- | ------- | ------------------- | ---------------------- | ----- | ----- | ----- | ----- |
| 1    | 4       | Kirani James        | Grenade                | 0.144 | 44.02 | SB    | Q     |
| 2    | 6       | LaShawn Merritt     | États-Unis             | 0.271 | 44.21 |       | Q     |
| 3    | 2       | Karabo Sibanda      | Botswana               | 0.174 | 44.47 | PB    | q     |
| 4    | 7       | Luguelín Santos     | République dominicaine | 0.155 | 44.71 | SB    |       |
| 5    | 1       | Javon Francis       | Jamaïque               | 0.170 | 44.96 |       |       |
| 6    | 5       | Nery Brenes         | Costa Rica             | 0.181 | 45.02 |       |       |
| 7    | 8       | Liemarvin Bonevacia | Pays-Bas               | 0.166 | 45.03 | SB    |       |
| 8    | 3       | Lalonde Gordon      | Trinité-et-Tobago      | 0.157 | 45.13 |       |       |

#### Demi-finale 2
| Rang | Couloir | Athlète            | Pays               | Réac. | Temps | Notes | Qual. |
| ---- | ------- | ------------------ | ------------------ | ----- | ----- | ----- | ----- |
| 1    | 5       | Machel Cedenio     | Trinité-et-Tobago  | 0.243 | 44.39 |       | Q     |
| 2    | 3       | Wayde van Niekerk  | Afrique du Sud     | 0.156 | 44.45 |       | Q     |
| 3    | 2       | Pavel Maslák       | République tchèque | 0.185 | 45.06 | SB    |       |
| 4    | 6       | Luka Janežič       | Slovénie           | 0.154 | 45.07 | NR    |       |
| 5    | 1       | David Verburg      | États-Unis         | 0.159 | 45.61 |       |       |
| 6    | 4       | Rusheen McDonald   | Jamaïque           | 0.182 | 46.12 |       |       |
| 7    | 7       | Abdelalelah Haroun | Qatar              | 0.173 | 46.66 |       |       |
|      | 8       | Baboloki Thebe     | Botswana           |       | DNS   |       |       |

#### Demi-finale 3
| Rang | Couloir | Athlète              | Pays            | Réac. | Temps | Notes | Qual. |
| ---- | ------- | -------------------- | --------------- | ----- | ----- | ----- | ----- |
| 1    | 6       | Bralon Taplin        | Grenade         | 0.171 | 44.44 |       | Q     |
| 2    | 8       | Matthew Hudson-Smith | Grande-Bretagne | 0.143 | 44.48 | PB    | Q     |
| 3    | 3       | Ali Khamis           | Bahreïn         | 0.145 | 44.49 |       | q     |
| 4    | 4       | Gil Roberts          | États-Unis      | 0.151 | 44.65 | SB    |       |
| 5    | 5       | Steven Gardiner      | Bahamas         | 0.156 | 44.72 |       |       |
| 6    | 7       | Yoandys Lescay       | Cuba            | 0.216 | 45.00 | PB    |       |
| 7    | 2       | Rafał Omelko         | Pologne         | 0.164 | 45.28 |       |       |
| 8    | 1       | Isaac Makwala        | Botswana        | 0.173 | 46.60 |       |       |

### Séries

#### Série 1
| Rang | Couloir | Athlète                | Pays              | Réac. | Temps | Notes | Qual. |
| ---- | ------- | ---------------------- | ----------------- | ----- | ----- | ----- | ----- |
| 1    | 2       | Machel Cedenio         | Trinité-et-Tobago | 0.179 | 44.98 |       | Q     |
| 2    | 7       | Gil Roberts            | États-Unis        | 0.168 | 45.27 |       | Q     |
| 3    | 4       | Yoandys Lescay         | Cuba              | 0.199 | 45.36 | SB    | Q     |
| 4    | 6       | Fitzroy Dunkley        | Jamaïque          | 0.176 | 45.66 |       |       |
| 5    | 3       | Kévin Borlée           | Belgique          | 0.138 | 45.90 |       |       |
| 6    | 5       | Alberth Bravo          | Venezuela         | 0.205 | 46.15 |       |       |
| 7    | 1       | Alex Lerionka Sampao   | Kenya             | 0.199 | 46.62 |       |       |
| 8    | 8       | Ousseini Djibo Idrissa | Niger             | 0.173 | 50.06 |       |       |

#### Série 2
| Rang | Couloir | Athlète        | Pays       | Réac. | Temps | Notes | Qual. |
| ---- | ------- | -------------- | ---------- | ----- | ----- | ----- | ----- |
| 1    | 4       | Bralon Taplin  | Grenade    | 0.162 | 45.15 |       | Q     |
| 2    | 2       | Nery Brenes    | Costa Rica | 0.151 | 45.53 |       | Q     |
| 3    | 7       | Karabo Sibanda | Botswana   | 0.166 | 45.56 |       | Q     |
| 4    | 1       | Matteo Galvan  | Italie     | 0.154 | 46.07 |       |       |
| 5    | 3       | Raymond Kibet  | Kenya      | 0.234 | 46.15 |       |       |
| 6    | 6       | Mehboob Ali    | Pakistan   | 0.212 | 48.37 |       |       |
| 7    | 8       | Bachir Mahamat | Tchad      | 0.188 | 48.59 |       |       |
|      | 5       | Anas Beshr     | Égypte     | 0.141 | DQ    |       |       |

#### Série 3
| Rang | Couloir | Athlète                  | Pays                            | Réac. | Temps | Notes | Qual. |
| ---- | ------- | ------------------------ | ------------------------------- | ----- | ----- | ----- | ----- |
| 1    | 7       | Wayde van Niekerk        | Afrique du Sud                  | 0.147 | 45.26 |       | Q     |
| 2    | 2       | Luguelín Santos          | République dominicaine          | 0.148 | 45.61 |       | Q     |
| 3    | 8       | Javon Francis            | Jamaïque                        | 0.172 | 45.88 |       | Q     |
| 4    | 6       | Jonathan Borlée          | Belgique                        | 0.162 | 46.01 |       |       |
| 5    | 3       | Alphas Kishoyian         | Kenya                           | 0.147 | 46.74 |       |       |
| 6    | 5       | Brandon Valentine-Parris | Saint-Vincent-et-les-Grenadines | 0.144 | 47.62 |       |       |
|      | 4       | Alonzo Russell           | Bahamas                         | 0.159 | DQ    |       |       |

#### Série 4
| Rang | Couloir | Athlète             | Pays                   | Réac. | Temps | Notes | Qual. |
| ---- | ------- | ------------------- | ---------------------- | ----- | ----- | ----- | ----- |
| 1    | 5       | Lalonde Gordon      | Trinité-et-Tobago      | 0.153 | 45.24 |       | Q     |
| 2    | 4       | Luka Janežič        | Slovénie               | 0.148 | 45.33 |       | Q     |
| 3    | 6       | Baboloki Thebe      | Botswana               | 0.155 | 45.41 |       | Q     |
| 4    | 1       | Chris Brown         | Bahamas                | 0.147 | 45.56 | SB    |       |
| 5    | 2       | Martyn Rooney       | Grande-Bretagne        | 0.154 | 45.60 |       |       |
| 6    | 7       | Julian Jrummi Walsh | Japon                  | 0.149 | 46.37 |       |       |
| 7    | 8       | Gustavo Cuesta      | République dominicaine | 0.143 | 46.92 |       |       |
| 8    | 3       | James Chiengjiek    | Athlètes réfugiés      | 0.213 | 52.89 |       |       |

#### Série 5
| Rang | Couloir | Athlète              | Pays              | Réac. | Temps | Notes | Qual. |
| ---- | ------- | -------------------- | ----------------- | ----- | ----- | ----- | ----- |
| 1    | 8       | LaShawn Merritt      | États-Unis        | 0.235 | 45.28 |       | Q     |
| 2    | 3       | Abdelalelah Haroun   | Qatar             | 0.190 | 45.76 |       | Q     |
| 3    | 6       | Isaac Makwala        | Botswana          | 0.242 | 45.91 |       | Q     |
| 4    | 2       | Vitaliy Butrym       | Ukraine           | 0.166 | 45.92 |       |       |
| 5    | 4       | Donald Blair-Sanford | Israël            | 0.163 | 46.06 |       |       |
| 6    | 5       | Deon Lendore         | Trinité-et-Tobago | 0.201 | 46.15 |       |       |
| 7    | 7       | Hederson Estefani    | Brésil            | 0.234 | 46.68 |       |       |

#### Série 6
| Rang | Couloir | Athlète              | Pays            | Réac. | Temps | Notes | Qual. |
| ---- | ------- | -------------------- | --------------- | ----- | ----- | ----- | ----- |
| 1    | 6       | Kirani James         | Grenade         | 0.156 | 44.93 |       | Q     |
| 2    | 5       | Rusheen McDonald     | Jamaïque        | 0.179 | 45.22 | SB    | Q     |
| 3    | 2       | Matthew Hudson-Smith | Grande-Bretagne | 0.142 | 45.26 |       | Q     |
| 4    | 3       | David Verburg        | États-Unis      | 0.167 | 45.48 |       | q     |
| 5    | 7       | Winston George       | Guyana          | 0.186 | 45.77 |       |       |
| 6    | 8       | Diego Palomeque      | Colombie        | 0.159 | 46.48 |       |       |
|      | 4       | Abbas Abubakar Abbas | Bahreïn         | 0.192 | DQ    |       |       |

#### Série 7
| Rang | Couloir | Athlète             | Pays               | Réac. | Temps | Notes | Qual. |
| ---- | ------- | ------------------- | ------------------ | ----- | ----- | ----- | ----- |
| 1    | 7       | Ali Khamis          | Bahreïn            | 0.161 | 45.12 |       | Q     |
| 2    | 1       | Steven Gardiner     | Bahamas            | 0.149 | 45.24 |       | Q     |
| 3    | 8       | Liemarvin Bonevacia | Pays-Bas           | 0.142 | 45.49 |       | Q     |
| 4    | 5       | Rafał Omelko        | Pologne            | 0.177 | 45.54 |       | q     |
| 5    | 4       | Pavel Maslák        | République tchèque | 0.183 | 45.54 |       | q     |
| 6    | 6       | Mohammad Anas       | Inde               | 0.158 | 45.95 |       |       |
| 7    | 2       | Orukpe Erayokan     | Nigeria            | 0.180 | 47.42 | SB    |       |
| 8    | 3       | Yuzo Kanemaru       | Japon              | 0.144 | 48.38 |       |       |

## Légende
Records et Performances
- AR : Record continental (area record)
- CR : Record des championnats (championship record)
- MR : Record du meeting (meet record)
- NR : Record national (national record)
- OR : Record olympique (olympic record)
- PR : Record paralympique (paralympic record)
- PB : Record personnel (personal best)
- SB : Meilleure performance personnelle de la saison (season's best)
- WL : Meilleure performance mondiale de l'année (world leader)
- WJR : Record du monde junior (world junior record)
- WR : Record du monde (world record)

Circonstances et Conditions
- DNF : N'a pas terminé (did not finish)
- DNS : N'a pas pris le départ (did not start)
- DQ : Disqualification (disqualification)
- NM : Aucun essai valable enregistré (No Mark)
- Q : Qualifié « directement » au prochain tour (ou à la prochaine compétition), lors d'une compétition majeure, grâce au classement ou à la réalisation des minima (automatic qualifier)
- q : Qualifié au prochain tour (ou à la prochaine compétition), lors d'une compétition majeure, grâce au repêchage ou à la réalisation de l'une des meilleures performances parmi celles des « non qualifiés directement » (grâce au meilleur temps ou à la meilleure distance par exemple) (secondary qualifier)